# Vrachonisída Diakoptó
Vrachonisída Diakoptó är en ö i Grekland. Den ligger i den västra delen av landet, 400 km nordväst om huvudstaden Aten.